# Pyrenidium
Pyrenidium is een geslacht van schimmels behorend tot de familie Dacampiaceae.

## Soorten
Volgens Index Fungorum telt het geslacht 14 soorten (peildatum december 2022):
| Soortnaam                | Auteur(s)                          | Publicatiejaar |
| ------------------------ | ---------------------------------- | -------------- |
| Pyrenidium actinellum    | Nyl.                               | 1865           |
| Pyrenidium aggregatum    | Knudsen & Kocourk.                 | 2010           |
| Pyrenidium borbonicum    | Huanraluek, Ertz & K.D. Hyde       | 2019           |
| Pyrenidium coccineum     | Aptroot                            | 2014           |
| Pyrenidium cryptotheciae | Matzer                             | 1996           |
| Pyrenidium dimelaenae    | Y. Joshi                           | 2021           |
| Pyrenidium hetairizans   | (Leight.) D. Hawksw.               | 1986           |
| Pyrenidium hypotrachynae | Y. Joshi                           | 2018           |
| Pyrenidium macrosporum   | Motiej., Zhurb., Suija & Kantvilas | 2018           |
| Pyrenidium octosporum    | Looman                             | 1963           |
| Pyrenidium santessonii   | Lücking                            | 1998           |
| Pyrenidium sporopodiorum | Matzer                             | 1996           |
| Pyrenidium ucrainicum    | S.Y. Kondr., Lőkös & Hur           | 2014           |
| Pyrenidium zamiae        | (Müll. Arg.) Matzer                | 1996           |